# Leptotarsus clavatus
Leptotarsus clavatus är en tvåvingeart som först beskrevs av Pierre Justin Marie Macquart 1850.
Leptotarsus clavatus ingår i släktet Leptotarsus och familjen storharkrankar. Inga underarter finns listade i Catalogue of Life.